# Isabel Allende

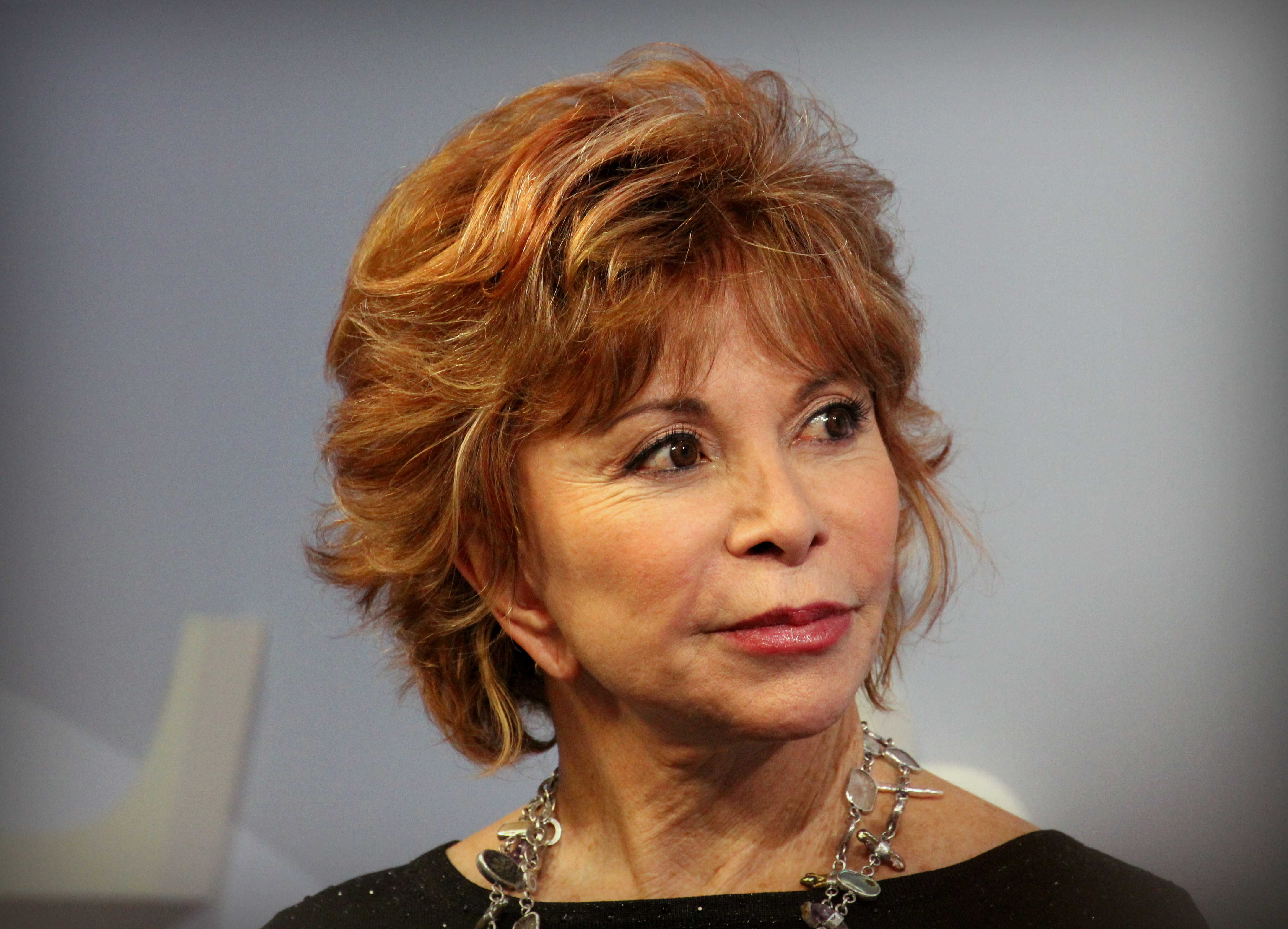
Isabel Allende auf der Frankfurter Buchmesse 2015

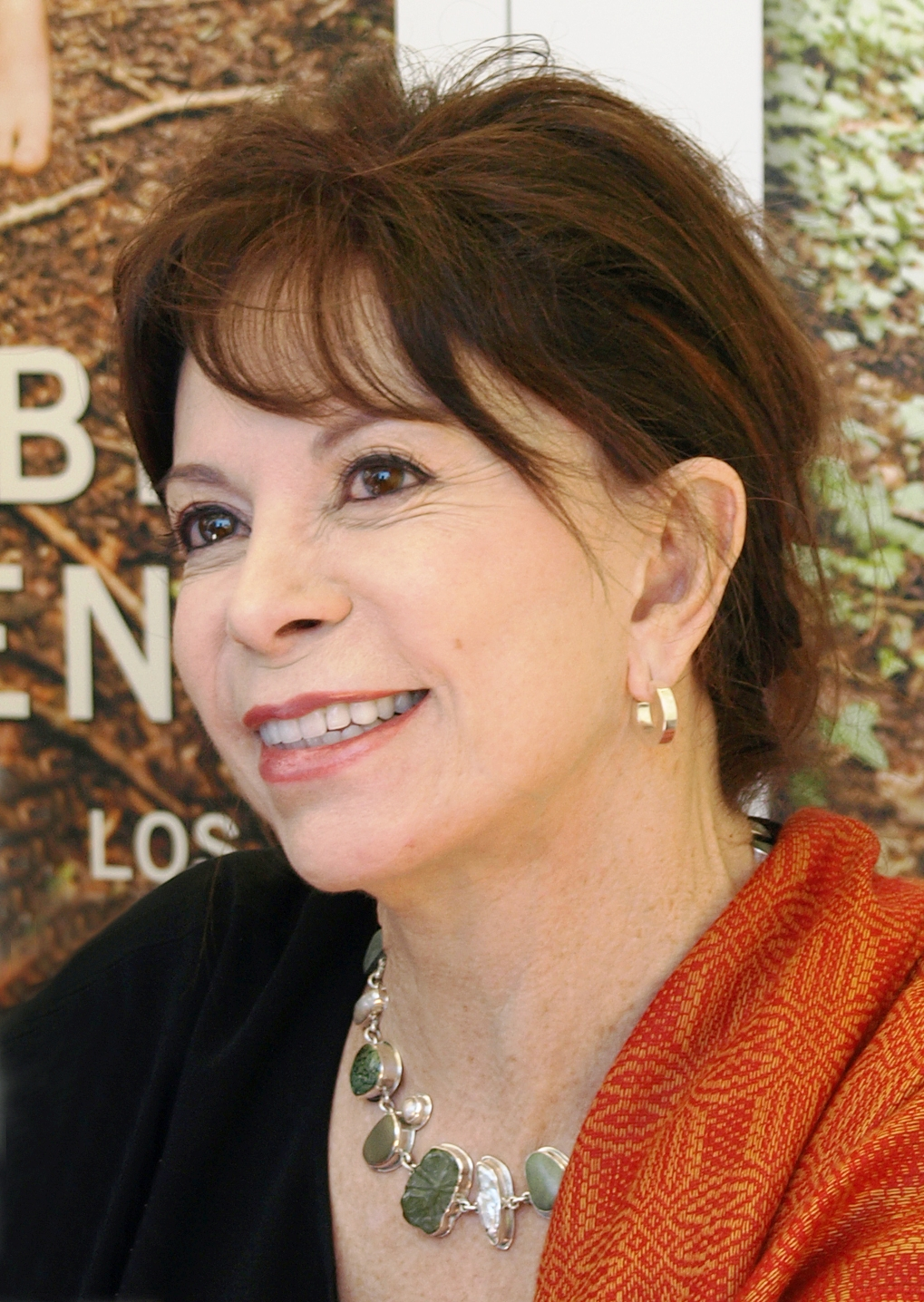
Isabel Allende (2008)

Isabel Allende Llona [isaˈβel aˈʝende] (* 2. August 1942 in Lima, Peru) ist eine chilenisch-US-amerikanische Schriftstellerin und Journalistin. Ihre Werke wurden bislang in 35 verschiedene Sprachen übersetzt. Es wurden ca. 65 Millionen Exemplare verkauft.

## Familie
Der Vater von Isabel Allende, Tomás Allende, war als chilenischer Diplomat in Lima tätig. Er verließ 1945 seine Frau und die drei Kinder. Ihre im September 2018 verstorbene Mutter Francisca Llona Barros, genannt „Doña Panchita“, war die Tochter von Agustín Llona Cuevas und Isabel Barros Moreira. Als Isabel elf Jahre alt war, heiratete die Mutter zum zweiten Mal. Ihr neuer Mann, Ramón Huidobro, war für Isabel der sehr von ihr geliebte „Tío Ramón“ (Onkel Ramon). Er verstarb 102-jährig im Januar 2019, knapp vier Monate nach dem Ableben seiner Frau Panchita.
Salvador Allende (1908–1973), der seit 1970 chilenischer Präsident war, bis er beim blutigen Putsch 1973 ums Leben kam, mit dem der Diktator Pinochet die Macht errang, war ein Cousin von Allendes Vater. Isabel Allende ist also Nichte 2. Grades von Salvador Allende und die Cousine 2. Grades von dessen Tochter, der gleichnamigen Politikerin Isabel Allende.
Ihr Stiefvater Huidobro, ebenfalls chilenischer Botschafter, war u. a. in der Regierungszeit von Salvador Allende in Argentinien eingesetzt.

## Leben
1945 trennten sich ihre Eltern, und die Mutter kehrte mit den mittlerweile drei Kindern nach Santiago de Chile zurück. So verbrachte Isabel Allende den größten Teil ihrer Kindheit mit ihren Geschwistern bei der Mutter und dem Großvater.
Allendes Mutter heiratete 1953 wieder einen chilenischen Diplomaten, Ramón Huidobro, sodass ihre Tochter in lateinamerikanischen, europäischen und arabischen Hauptstädten zur Schule ging und schon in jungen Jahren die Welt kennenlernte. Zunächst zogen sie nach La Paz in Bolivien, wo Allende eine amerikanische Privatschule besuchte. Von 1956 bis 1958 wohnten sie in Beirut im Libanon, Allende besuchte dort eine englische Privatschule. Dann kehrte sie nach Santiago de Chile zurück, wo sie auf einer weiteren Privatschule ihre Schulzeit beendete und den Bauingenieur Miguel Frías kennenlernte, den sie 1962 heiratete.
Von 1959 bis 1965 arbeitete sie für den Informationsdienst der Ernährungs- und Landwirtschaftsorganisation der Vereinten Nationen (FAO). Sie moderierte eine wöchentliche Fernsehsendung über die Weltkampagne gegen den Hunger und wurde als Fernsehjournalistin bekannt.
Nachdem Allendes erstes Kind Paula 1963 geboren wurde, bereiste die Familie ganz Europa und lebte zeitweise in Brüssel und Genf. 1966 kehrte die Familie erneut nach Chile zurück, wo Allende ihren Sohn Nicolás zur Welt brachte.
Inzwischen entwickelte sich Allende zu einer engagierten Journalistin und Frauenrechtlerin; sie gründete mit anderen Frauenrechtlerinnen die Zeitschrift Paula, welche die bis dahin einzige feministische Zeitschrift Chiles war. Darin schrieb sie für die Volksfront-Regierung. Außerdem war sie verantwortlich für die humoristische Kolumne The Impertinence, Herausgeberin der Kinderzeitschrift Mampato in Santiago de Chile und schrieb 1973 für die Filmzeitschrift Maga-Cine-Ellas. Des Weiteren war sie für Kanal 7 und 13 des chilenischen Fernsehens tätig und moderierte Sendungen, die sich großer Beliebtheit erfreuten, unter anderem Conversando con Isabel Allende (Gespräch mit Isabel Allende) sowie Interviews, Reportagen und Diskussionsrunden. Sie veröffentlichte zwei Kindergeschichten La abuela Panchita und Lauchas y Lauchones, gleichfalls eine Sammlung von Kurzgeschichten, Civilice a su troglodita.
1973 veränderte sich Allendes Leben stark durch Pinochets Militärputsch, bei dem Chiles Präsident Salvador Allende umkam. Im selben Jahr wurde ihr Stück El embajador in Santiago uraufgeführt. 1975, zwei Jahre nach dem Putsch, ging sie mit ihrem Mann und den zwei Kindern ins Exil nach Venezuela. Dort lebte sie die nächsten 13 Jahre und arbeitete für die Zeitung El Nacional in Caracas und als Lehrerin an einer Schule.
1981 starb ihr Großvater im Alter von 99 Jahren. Sie begann, ihm einen Brief zu schreiben. Daraus entwickelte sich das Manuskript für ihren ersten Roman Das Geisterhaus, das sich weitreichend auf die politische Lage in Chile vor und während der Pinochet-Diktatur bezog. Dieses Buch wurde ein Welterfolg. Der dänische Regisseur Bille August verfilmte es 1993 unter dem gleichen Titel.
Bereits 1978 hatte sich das Ehepaar Allende/Frías für zwei Monate getrennt, 1987 wurde die erste Ehe geschieden. 1988 während eines Besuches in Kalifornien traf sie Willie C. Gordon, einen ehemaligen Rechtsanwalt in San Francisco und Romancier, den sie am 17. Juli des gleichen Jahres heiratete. Er brachte drei Kinder mit in die Ehe. Seither lebt Isabel Allende in San Rafael. 2003 erhielt sie die US-amerikanische Staatsbürgerschaft. 2015 trennte sie sich von Gordon. Seit Januar 2018 lebt sie mit dem Anwalt Roger Cukras zusammen.
Allendes Roman Paula aus dem Jahr 1994 ist ein Gedenken an ihre Kindheit in Santiago und ihre Jahre im Exil. Sie schrieb ihn in Form eines Briefs an ihre Tochter, die wegen falscher Medikation in einem Madrider Krankenhaus im Koma lag und 1992 starb. Sie litt an Porphyrie.

## Werke
- 1982: La casa de los espíritus. (dt. Das Geisterhaus. Frankfurt am Main 1984) ISBN 3-87763-021-9 (Platz 1 der Spiegel-Bestsellerliste vom 29. Oktober 1984 bis zum 19. Mai 1985)
- 1984: La gorda de porcelana. (nicht in Deutschland erschienen)
- 1984: De amor y de sombra. (dt. Von Liebe und Schatten, übersetzt von Dagmar Ploetz), Ullstein, München 2001, ISBN 3-548-60130-8 (Platz 1 der Spiegel-Bestsellerliste vom 7. Juli 1986 bis zum 15. Februar 1987)
- 1987: Eva Luna. (dt. Eva Luna. Roman. Übersetzt von Lieselotte Kolanoska. Suhrkamp) ISBN 3-548-60196-0 (Platz 1 der Spiegel-Bestsellerliste vom 15. August 1988 bis zum 2. April 1989)
- 1989: Cuentos de Eva Luna. (dt. Die Geschichten der Eva Luna.) ISBN 3-548-60268-1
- 1991: El plan infínito. (dt. Der unendliche Plan.) ISBN 3-548-60332-7
- 1994: Paula. (dt. Paula.) ISBN 3-548-60399-8
- 1997: Afrodita. Cuentos, recetas y otros afrodisiacos. (dt. Aphrodite. Eine Feier der Sinne.) ISBN 3-518-39546-7
- 1998: Hija de la fortuna. (dt. Fortunas Tochter.) ISBN 3-548-60427-7 (Platz 1 der Spiegel-Bestsellerliste vom 27. September 1999 bis zum 20. Februar 2000 und vom 28. Februar bis zum 5. März 2000)
- 2000: Retrato en sepia. (dt. Porträt in Sepia.) ISBN 3-548-60477-3
- 2002: La ciudad de las bestias. (dt. Die Stadt der wilden Götter.) Roman. Übersetzt von Svenja Becker, ISBN 3-423-62191-5, ISBN 978-3-518-45595-1. Erster Teil der Trilogie Abenteuer von Aguila und Jaguar.
- 2003: Mi país inventado. (dt. Mein erfundenes Land.) ISBN 3-518-41830-0
- 2003: El reino del dragón de oro. (dt. Im Reich des Goldenen Drachen.) Roman. Übersetzt von Svenja Becker, ISBN 3-423-62239-3. Zweiter Teil der Trilogie Abenteuer von Aguila und Jaguar.
- 2004: El bosque de los pigmeos. (dt. Im Bann der Masken.) Roman. Übersetzt von Svenja Becker, ISBN 3-518-45768-3. Dritter Teil der Trilogie Abenteuer von Aguila und Jaguar.
- 2005: Zorro. (dt. Zorro.) ISBN 3-518-41670-7
- 2006: Inés del alma mia. (dt. Inés meines Herzens.) ISBN 3-518-41930-7
- 2007: La suma de los días (dt. Das Siegel der Tage.) ISBN 3-518-42010-0
- 2009: La isla bajo el mar. Roman; deutsch: Die Insel unter dem Meer, übersetzt von Svenja Becker, Suhrkamp, Berlin 2010, ISBN 978-3-518-42138-3.
- 2010: Ein diskretes Wunder. Erzählungen, übersetzt von Lieselotte Kolanoske, herausgegeben von Corinna Santa Cruz, Erstausgabe, Suhrkamp, Berlin 2010, ISBN 978-3-518-46199-0.
- 2012: El cuaderno de Maya. Roman; deutsch: Mayas Tagebuch, übersetzt von Svenja Becker, Suhrkamp, Berlin 2012, ISBN 978-3-518-42287-8.
- 2014: El juego de Ripper. Roman; deutsch: Amandas Suche, übersetzt von Svenja Becker, Suhrkamp, Berlin 2014, ISBN 978-3-518-42410-0.
- 2015: El amante japonés. Novela; deutsch: Der japanische Liebhaber, übersetzt von Svenja Becker, Suhrkamp, Berlin 2015, ISBN 978-3-518-42496-4.
- 2017: Más allá del invierno. Deutsch: Ein unvergänglicher Sommer, übersetzt von Svenja Becker, Suhrkamp, Berlin 2017, ISBN 978-3-518-42830-6.
- 2019: Largo pétalo de mar. Novela; deutsch: Dieser weite Weg, übersetzt von Svenja Becker, Suhrkamp, Berlin 2019, ISBN 978-3-518-42880-1.
- 2020: Mujeres del alma mía – sobre el amor impaciente, la vida larga y las brujas buenas. Deutsch: Was wir Frauen wollen, übersetzt von Svenja Becker, Suhrkamp, Berlin 2020, ISBN 978-3-518-42980-8.
- 2022: Violeta. Roman; deutsch: Violeta, übersetzt von Svenja Becker, Suhrkamp, Berlin 2022, ISBN 978-3-518-43016-3.
- 2023: El viento conoce mi nombre. Roman; deutsch: Der Wind kennt meinen Namen, übersetzt von Svenja Becker, Suhrkamp, Berlin 2023, ISBN 978-3-518-43200-6
- 2025: Mi nombre es Emilia del Valle. Roman; deutsch: Mein Name ist Emilia del Valle, übersetzt von Svenja Becker, Suhrkamp, Berlin 2025, ISBN 978-3-518-43220-4

## Wirken
Außer an Romanen arbeitete Isabel Allende als Journalistin, schrieb Theaterstücke und lehrte Literatur an verschiedenen Universitäten. Durch ihre journalistische Tätigkeit setzte sie sich vor allem für die Frauenemanzipation und die Gleichberechtigung der Geschlechter ein und wurde als sozialkritische und auch feministische Autorin bekannt.
Allende weiß in ihren Romanen Kultur, Geschichte und Leid ihrer Heimat auf eindrucksvolle Weise zu vermitteln. Ihre eigene Biografie – vor allem die ihrer Familie – spielt in vielen Werken eine große Rolle. Dabei beansprucht sie, stellvertretend für jene die Stimme zu erheben, die etwa unter dem Pinochet-Regime in Chile zum Schweigen verurteilt waren.

## Rezeption
Literaturkritiker hatten Das Geisterhaus gefeiert, zeigten sich jedoch von ihren letzten Romanen gar nicht angetan. Elena Poniatowska bezeichnete Allende als „kommerzielles Phänomen“. Der einflussreiche chilenische Kritiker Camilo Marks bemängelte in seiner Rezension von Mayas Tagebuch zwar „Unstimmigkeiten“, „Übertreibungen“, „Vereinfachungen“, „Klischees“ und „Allgemeinplätze“, stimmte jedoch am Ende einem Satz der Protagonistin Maya zu: „Man kann auf das Melodram nicht verzichten, denn unterm Strich ist es interessanter als das Normale.“ Die Frankfurter Allgemeine Zeitung sah Mayas Tagebuch „in den Untiefen des Arztromans“, voll „versatzstückhafter Imitation“ mit einer „bemühten Drastik“ und empfand „muffig moralinsauren Geruch“.
Die Süddeutsche Zeitung nannte Allende „die Königin des Kitsches“. Die Frankfurter Allgemeine Zeitung gesteht zwar zu, dass die ersten „hausbackenen“ Romane „immerhin zur gehobenen Unterhaltung gezählt werden konnten“, hält Allende inzwischen jedoch für „zusehends verpilchert“, sieht im Roman Der japanische Liebhaber „nur Groschenromanödnis“ und rechnet diesen „zum Genre der Schmalzliteratur“ – und das, obwohl Allende selbst ihrem Titelhelden eine „erlesene innere Beschaffenheit“ bescheinigt hat.

## Auszeichnungen
- 1998: Premio Malaparte
- 2004: Aufnahme in die American Academy of Arts and Letters[12]
- 2010: Premio Nacional de Literatura de Chile
- 2012: Hans-Christian-Andersen-Literaturpreis der Stadt Odense
- 2017: Anisfield-Wolf Book Award für das Lebenswerk
- 2018: National Book Foundation’s Medal for Distinguished Contribution to American Letters

## Dokumentation
- Isabel Allende: Den Namenlosen eine Geschichte geben. Regie: Christoph Goldmann, ZDF, Deutschland, 53 Minuten, 2024